# Zeltus etolus
Zeltus etolus är en fjärilsart som beskrevs av Fabricius 1787. Zeltus etolus ingår i släktet Zeltus och familjen juvelvingar. Inga underarter finns listade i Catalogue of Life.

## Bildgalleri

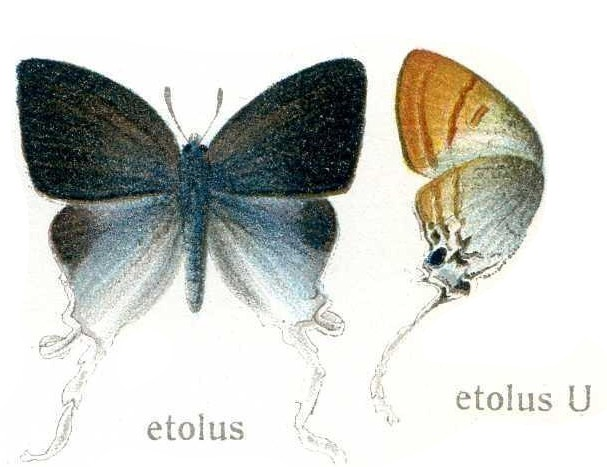
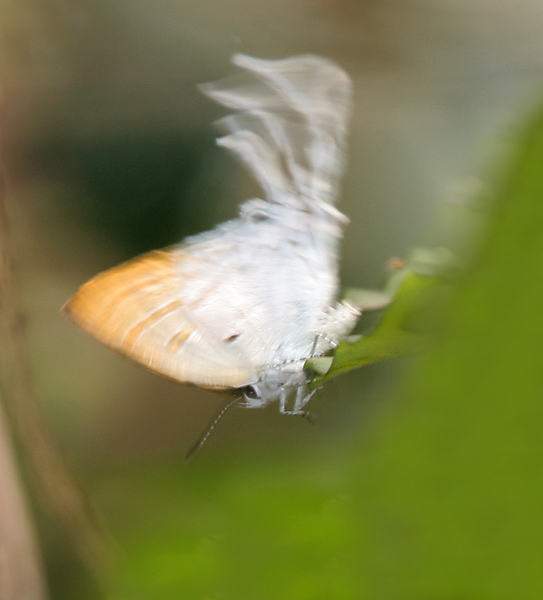
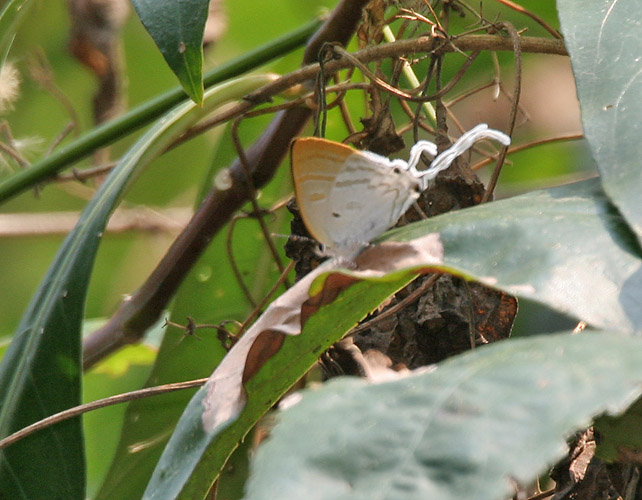
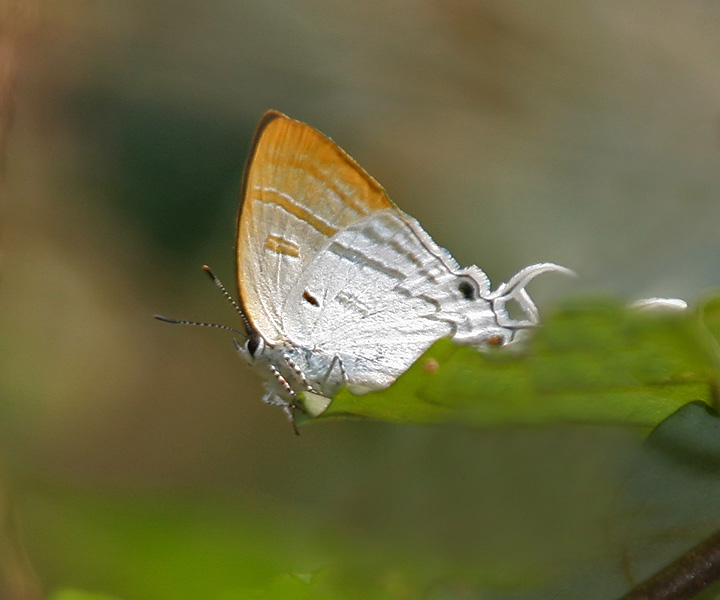
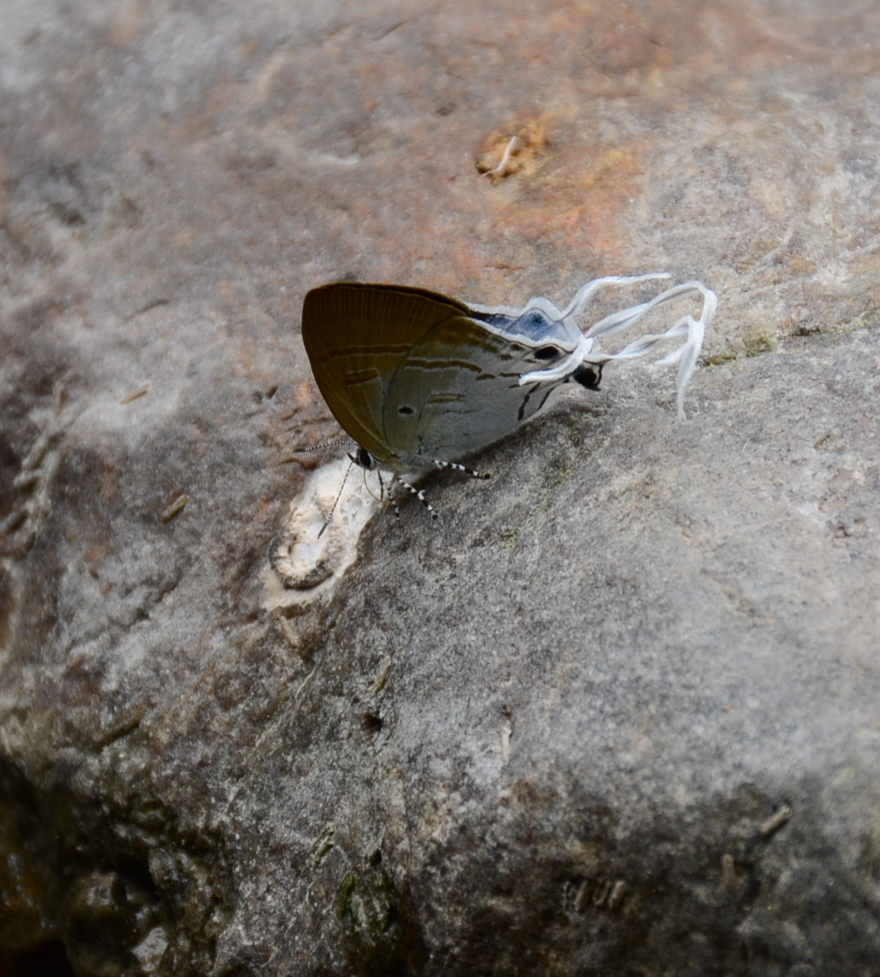